# 206e régiment d'infanterie
Pour les articles homonymes, voir 206e régiment.
Le 206e régiment d'infanterie (206e RI) est un régiment d'infanterie de l'Armée de terre française. Créé sous la Révolution comme 206e demi-brigade de première formation, il est recréé en 1914 avec les bataillons de réserve du 6e régiment d'infanterie. Il est dissous à la fin de la Première Guerre mondiale.

## Création et différentes dénominations
- 1793 : formation de la 206e demi-brigade
- 1796 : dissolution
- Août 1914 : formation du 206e régiment d'infanterie
- novembre 1918 : dissolution

## Colonels et chefs de corps
- 2 août 1914 : lieutenant-colonel Claude Alfred Camille Venot[1] (†)
- 7 septembre 1914 : commandant Ohliger
- 11 septembre 1914 : capitaine Revol
- 12 septembre 1914 : commandant puis lieutenant-colonel d'Auber de Peyrelongue
- 9 janvier 1915 : lieutenant-colonel Léon Maurice Hasenwinkel[2] (†)
- 11 mars 1916 : commandant Revol
- 17 mars 1916 : commandant puis lieutenant-colonel Hauquelle

## Historique des garnisons, combats et batailles du206eRI

### Révolution française
La 206e demi-brigade est formée en 1793 (an I) du 2e bataillon de volontaires de la Meuse, du 9e bataillon de volontaires des Vosges et du 3e bataillon de volontaires de la Vienne.
La 206e demi-brigade, fait la campagne de l'an III à l'armée de la Moselle et celle de l'an IV à l'armée de Rhin-et-Moselle.
Lors du second amalgame (1796), elle est incorporée dans la nouvelle 24e demi-brigade d'infanterie.

### Première Guerre mondiale

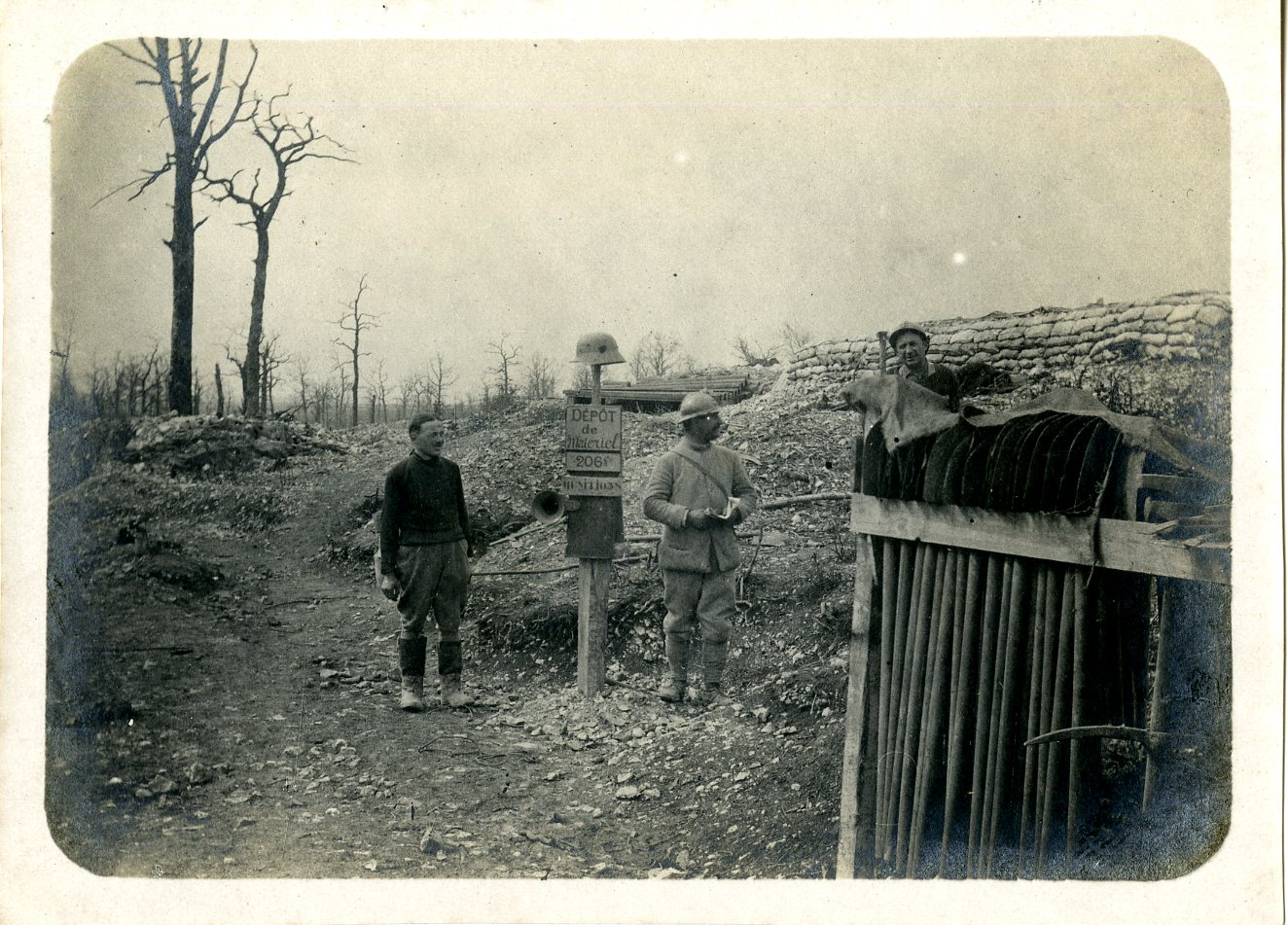
Dépôt de matériel dans le bois d'Esnes, été 1916.

Affectations: 68e division d'infanterie d'août 1914 à novembre 1918.

#### 1914
Le régiment est mobilisé à Saintes, en 18e région militaire. Il est rattaché à la 135e brigade de la 68e division de réserve, qui fait partie du 2e groupe de divisions de réserve.
Cercueil, Vivier, Lorraine...

#### 1915
Secteur de Bezange-la-Grande à Armaucourt l'est de Nancy...attaque sur Bezange-la-Grande.

#### 1916
Bataille de Verdun...

#### 1917

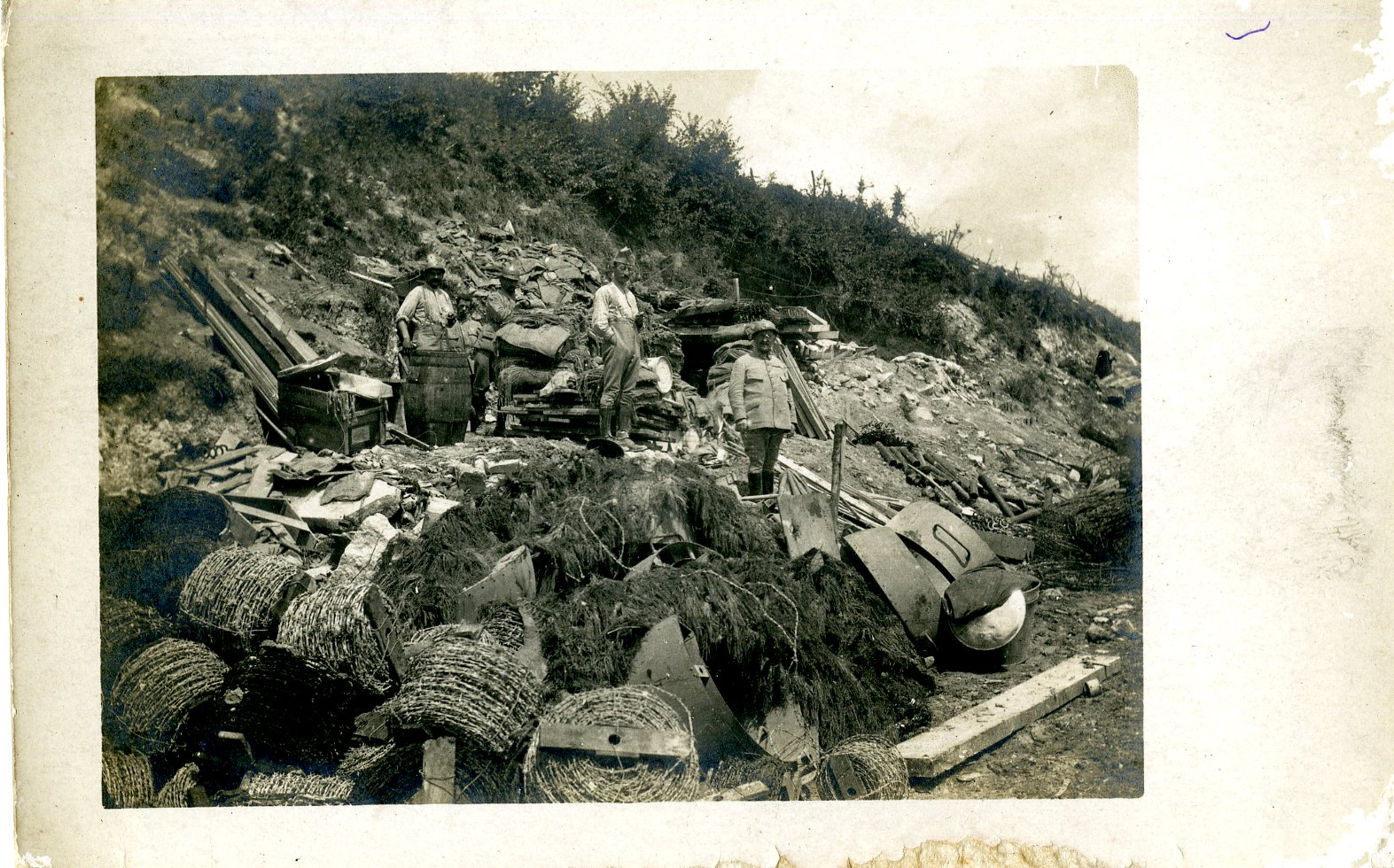
Dépôt de munitions et de matériel sur le chemin des Dames.

Chemin des Dames...

#### 1918
Aisne...
Le régiment est dissous le 11 novembre 1918 et n'est pas recréé.

## Traditions

### Drapeau
Il porte, cousues en lettres d'or dans ses plis, les inscriptions suivantes :
- Verdun 1916
- Soissonnais 1918

### Décorations
Le régiment est titulaire d'une citation à l'ordre de l'armée pour son action en juillet-août 1918. La croix de guerre avec palme associée à cette citation est accrochée à son drapeau mi-octobre 1918.

## Sources et bibliographie
- Historique succint [sic] du 206e régiment d'infanterie (lire en ligne).